# 中田圭祐
中田 圭祐（なかた けいすけ、1995年11月27日 - ）は、日本のモデル、俳優である。神奈川県出身。トライストーン・エンタテイメントに所属していたが、2025年6月30日契約終了により退所。『MEN'S NON-NO』専属モデルとして活躍している。2014年9月、山本涼介、山本直人らと共に、2000通に迫る応募の中から選ばれた。

## 人物
- 2014年9月、山本涼介、山本直人らと共に、2000通に迫る応募の中から選ばれモデルデビュー。事務所はトライストーン・エンタテイメント
- 2016年4月、 TBS「毒島ゆり子のせきらら日記」で俳優デビューを果たした。
- 2017年2月4日公開の映画「君と100回目の恋」で映画デビュー。
- 2018年4月から6月まで放送した火曜ドラマ『花のち晴れ〜花男 Next Season〜』で連続ドラマ初レギュラーを果たす。

## 出演

### テレビドラマ
- 信長協奏曲 ドラマSP 後編（2016年1月23日、フジテレビ）
- 毒島ゆり子のせきらら日記 第1話（2016年4月21日、TBS） - 町井 役
- お前はまだグンマを知らない（2017年3月7日 - 28日、日本テレビ） - 富岡 役
- ゆとりですがなにか 純米吟醸純情編（2017年7月2日・9日、日本テレビ） - 就活生 役
- セシルボーイズ 第1話（2017年7月27日、フジテレビ） - 主演・中川耕祐 役[2]
- 明日の約束 第5話・第6話・第8話（2017年11月14日・21日・12月5日、関西テレビ・フジテレビ） - 本庄和真 役
- 卒業バカメンタリー 最終話（2018年3月27日、日本テレビ）
- 花のち晴れ〜花男 Next Season〜（2018年4月17日 - 6月25日、TBS） - 栄美杉丸 役[3]
- 24時間テレビ ドラマスペシャル「ヒーローを作った男 石ノ森章太郎物語」（2018年8月25日、日本テレビ） ‐ 藤本弘（藤子・F・不二雄） 役
- シロでもクロでもない世界で、パンダは笑う。（2020年1月12日 - 3月15日、読売テレビ・日本テレビ） - 小園武史 役[4]
- キワドい2人-K2-池袋署刑事課 神崎・黒木 第2話（2020年9月18日、TBS） - 角倉真斗 役[5]
- その女、ジルバ 第6話・最終話（2021年2月14日・3月13日、東海テレビ・フジテレビ）
- サレタガワのブルー（2021年7月14日 - 9月1日、MBS・TBS） -  久民浩平 役[6]
- らせんの迷宮～DNA科学捜査～（2021年10月15日 - 11月26日[7]、テレビ東京） - 瓜生夏樹 役[8]
- 今野敏サスペンス 憐情 警視庁強行犯係 樋口顕（2022年2月7日、テレビ東京） - 岩井誠司 役
- 明日、私は誰かのカノジョ 第2話 - 最終話（2022年4月20日 - 6月29日、MBS・TBS） - 高木 役
- 孤独のグルメ Season10 第5話（2022年11月5日、テレビ東京） - 吉川将吾 役
- 僕らのミクロな終末（2023年1月30日 - 3月20日、ABCテレビ） - 主演・日下部律 役（瀬戸利樹とダブル主演）[9][10]
- 灰色の乙女（2023年9月6日 - 10月18日、MBS・TBS） - 主演・維井莇 役（桜井玲香とダブル主演）[11]
- 風のふく島 第4話（2025年2月1日、テレビ東京） - 山田拓実 役[12]

### 映画
- 君と100回目の恋（2017年2月4日公開、アスミック・エース） - 日向祐斗 役
- 君の膵臓をたべたい（2017年7月28日公開、東宝） - 中田毅 役
- となりの怪物くん（2018年4月27日公開、東宝） - トミオ 役
- あの頃、君を追いかけた（2018年10月5日公開、キノフィルムズ） - 秋山寿音 役[13]
- シグナル100（2020年1月24日公開、東映） - 羽柴健太 役[14]
- ブルーヘブンを君に（2021年6月11日公開[15]、ブロードメディア・スタジオ） - 鷹野蒼汰 役[16]
- さよならモノトーン（2023年10月6日公開、らんくう） - 主演・瀬野修太 役[17]
- 耳をすませば（2022年10月14日公開、ソニー・ピクチャーズ エンタテインメント / 松竹） - 高木洋輔 役[18]

### 短編映画
- 海クロールとリトルマンハッタン/Crawling in the ocean called Little Manhattan（2023年1月21日、okiaproduct）[19]

### 舞台
- Shakespeare's R&J～ R&J / シェイクスピアのロミオとジュリエット～（2023年6月2日 - 18日、東京芸術劇場シアターウエスト / 6月24日 - 25日、穂の国とよはし芸術劇場PLAT） - 学生4・ティボルト / 乳母 / バルサザー 役[20]
- トレインライドシアター『このレールはドラマチック』（2023年11月19日・23日、東京都23区内）[21]

### テレビ番組
- 土曜はナニする!? イケドラ（2021年6月5日・12日・19日・26日、関西テレビ・フジテレビ）

### 配信ドラマ
- 私たち結婚しました（2022年6月3日 - 8月5日、AbemaTV）
- わたしの好きな人は、（2025年2月21日、BUMP） - 瀬田裕人 役[22]

### MV
- BEAMS 40周年記念プロジェクト「TOKYO CULTURE STORY 今夜はブギー・バック（smooth rap）」（2016年10月21日）
- 竹森巧「心の街」（2017年5月31日）
- DREAMS COME TRUE「次のせ～の!で -ON THE GREEN HILL-」（2021年9月13日）

### CM
- ソフトバンク Y!mobile「と思いきやダンス」篇（2018年12月7日 - ）[23]